# Medal Departamentu Obrony za Wzorową Służbę
Medal Departamentu Obrony za Wzorową Służbę (ang. Defense Superior Service Medal) – amerykańskie odznaczenie wojskowe, niższe od Defense Distinguished Service Medal, ustanowione 6 lutego 1976 roku dekretem prezydenta Gerald Forda, przyznawane żołnierzom Sił Zbrojnych USA (w praktyce niemal wyłącznie generałom, admirałom i wyższym oficerom) bez względu na rodzaj broni, przez Departament Obrony Stanów Zjednoczonych, za wzorową chwalebną służbę na stanowisku wymagającym znaczącej odpowiedzialności (for superior meritorious service in a position of significant responsibility), podczas wojny lub pokoju. W hierarchii odznaczeń USA zajmuje miejsce równoważne Legii Zasługi, lecz jest noszony przed nią.
W szczególnych wypadkach medal mogą otrzymać także przedstawiciele sił zbrojnych innych państw. Może być też przyznany wielokrotnie. Kolejne nadanie jest oznaczane poprzez nałożenie na wstążkę (oraz baretkę) brązowej odznaki w formie pęku liści dębowych (oak leaf cluster). Pięć odznak brązowych jest zastępowanych odznaką srebrną.